# المرازيك (سيدي العايدي)
المرازيك هي إحدى مشيخات المملكة المغربية، تتبع جغرافيا لإقليم سطات وإداريًا لسيدي العايدي. يقدر عدد سكانها بـ 3028 نسمة حسب الإحصاء الرسمي للسكان والسكنى لسنة 2004.